# Renaldo Nuzzolese
Renaldo Nuzzolese (Taranto, 1918 – Torino, 1988) è stato un pittore e designer italiano.

## Biografia
Nuzzolese nasce a Taranto nel 1918 dove inizia l'attività prima di ceramista e successivamente di pittore figurativo, nel 1943 si sposta a Torino.
Nel capoluogo piemontese collabora come ceramista-decoratore con la manifattura di ceramiche Lenci (biennio 1949\50). Nello stesso periodo frequenta assiduamente lo studio torinese del pittore Luigi Spazzapan, frequentato anche da Ettore Sottsass.
Dall'inizio degli anni 60 sposta totalmente la sua attività artistica verso processi d'avanguardia pittorica e si interessa di sistemi tecnologici di produzione grafica. Nel 1963 con Mario Bonello, Giuliano Giugliano e Giorgio Nelva fonda il Gruppo Sperimentale d'Arte di Torino, con cui inizia un percorso espositivo comune nello studio di Corso Vittorio in Torino e in varie gallerie e mostre cittadine ed italiane. 
Il 1968 lo vede come fondatore e tra i più attivi protagonisti, dell' "Operativo Ti.zero", collettivo artistico che opera a Torino dal 1968 al 1986, interessato alle ricerche sulle strutture dell'immagine ed ai problemi educativi ed ambientali.
Realizza opere su supporti in plexiglass, carta e metallo e numerose serigrafie a soggetti geometrici pubblicate da molte riviste dell'epoca e anche sulla rivista Geiger” (rivista fondata da Adriano Spatola coi fratelli Tiziano e Maurizio)
Nel 1974 l'Assessorato alla Cultura di Torino allestisce una mostra personale nella Sala delle colonne del teatro Gobetti, nel catalogo ccntiene una raccolta delle sue opere realizzate nel decennio 1964-1974.
La contrapposizione strutturale tra arte pura e razionalismo geometrico lo porterà ad operare nell'ultimo periodo della sua vita principalmente nell'industrial design.
Attraverso una fitta produzione di opere prima figurative e poi sempre più astratte e materiche diverrà pittore discretamente affermato.
Realizza opere su supporti in plexiglass, serigrafie in carta e metallo, arte seriale e cinetica. degna di nota la sua sferulazione
Dalle Sferulazioni dei primi anni sessanta in poi, Nuzzolese lavora con il massimo rigore sul rapporto tra spazio e percezione [...] presentandosi a buon diritto come uno degli artisti più importanti di quella avanguardia geometrica-razionale che tanto peso ha avuto nei movimenti artistici ma anche letterari, musicali e teatrali del secondo dopoguerra.
A partire dalla metà degli anni settanta  Nuzzolese imposta i propri lavori, sul binomio plasticità/cromatismo.
Le variazioni di colore, ottenute attraverso blocchi, esasperano la geometria fin oltre il razionalismo In alcune opere: Sferulazione, oppure Bianco su bianco  e Nero su nero Nuzzolese da corpo ad una totale riscrittura dell'oggetto.
Proprio per questa contrapposizione strutturale tra arte pura e razionalismo geometrico nell'ultimo periodo della sua vita opererà principalmente nell'industrial design.

## La fondazione dei collettivi artistici  d'avanguardia
Nel 1963 fonda il Gruppo Sperimentale d'Arte di Torino con Mario Bonello, Giuliano Giugliano, Giorgio Nelva, con i quali inizia un percorso espositivo comune nello studio di Corso Vittorio a Torino e in varie gallerie e mostre cittadine ed italiane. . Dal 1968 è fondatore e tra i più attivi protagonisti dell'Operativo Ti.zero che si sviluppa a Torino dal 1968 al 1986, interessato alle ricerche sulle strutture dell'immagine ed ai problemi educativi ed ambientali.
Le realizzazioni di questo periodo furono raccolte nel catalogo delle Opere 1964-1974, curato dall'assessorato alla cultura di Torino in occasione della mostra personale allestita nel 1974 nella Sala delle colonne del teatro Gobetti.
A partire dalla metà degli anni settanta  Nuzzolese imposta i propri lavori, sul binomio plasticità/cromatismo.
Realizza moduli in plexiglass, carta e metallo, realizza inoltre numerose serigrafie a soggetti geometrici, pubblicate da molte riviste dell'epoca tra cui Geiger” (rivista fondata da Adriano Spatola coi fratelli Tiziano e Maurizio), opere ove le variazioni di colore, ottenute attraverso blocchi, esasperano la geometria fin oltre il razionalismo. In alcune opere come: "Sferulazione", "Bianco su bianco" e "Nero su nero" Nuzzolese dà corpo ad una totale riscrittura dell'oggetto.

## Esposizioni
- 1960 Galleria de Il Giorno - Milano
- 1961 Pittura en relief (collettiva) a Palazzo Durini - Milano
- 1962 Quadriennale di Torino
- 1962  Villa Olmo in Como
- 1970 Mostra d'arte contemporanea, Torre Pellice-Torino
- 1972 Modulazione ambientale, Piazza Carlo Alberto -Torino (con Claudio Rotta Loria)
- 1974 Personale nella Sala delle colonne del teatro Gobetti -Torino
- 1974 Rinaldo Nuzzolese, galleria Punto Zero -Taranto
- 1974 Mostre congiunte di Renaldo Nuzzolese ed Edit Revai  Roma[8]
- 1976 Quadriennale di Roma
- 1981 Torre Pellice - Torino
- 1993 Quantica studio- Torino -Regesto sperimentale documenti del Gruppo sperimentale d’arte (1963-1966) e dell’operativo “Ti.zero”
- 2021 Linearità e Dinamismo galleria Scroppo - Torre Pellice - Torino